# Ronaldo Hermann Schmitz
Ronaldo Hermann Schmitz (Porto Alegre, 30 ottobre 1938) è un manager e banchiere tedesco.

## Biografia
Ha studiato management ed economia politica all'Università di Colonia, quindi ha ottenuto un master in business administration all'INSEAD di Fontainebleau.
Dal 1980 al 1990 ha ricoperto posizioni di vertice, compresa la presidenza del consiglio di amministrazione, presso la multinazionale chimica Basf, con sede a Ludwigshafen. Nel 1993 fu anche presidente di Metallgesellschaft, che salvò dal fallimento
Alla Deutsche Bank dal 1991 al 2000, ne è stato amministratore delegato e vice presidente.
È membro di consigli di amministrazione in aziende di rilevanza internazionale, come Cabot Corporation, GlaxoSmithKline e altre. Fa parte di think tanks globali come l'Institute for Advanced Study e la Commissione Trilaterale.
Dal 25 maggio 2012 al 15 febbraio 2013 è presidente ad interim del Consiglio di Sovrintendenza dello Istituto per le Opere di Religione (IOR), del quale fino ad allora era vice presidente.